# Avvo
Avvo — крупнейшая онлайновая торговая площадка юридических услуг, которая предоставляет рекомендации юристам и доступ к базе данных правовой информации, состоящей в основном из ранее отвеченных вопросов. Профили юристов могут включать отзывы клиентов, дисциплинарные взыскания, одобрения со стороны сверстников и юридические руководства, представленные юристами.

## История
Avvo был основан в Сиэтле, штат Вашингтон, в 2006 году Марком Бриттоном, бывшим юрисконсультом Expedia Group. Бриттон рассказывал, что он разработал эту идею, отдыхая в Италии, получая запросы от друзей и коллег, обращающихся за юридической консультацией. Рич Бартон, основатель Expedia, Inc. и базы данных по недвижимости Zillow.com, был ключевым советником на начальных этапах разработки идеи и до сих пор входит в совет директоров. Avvo происходит от «avvocato», от итальянского слова адвокат.
Первоначально компания финансировалась венчурным капиталом в размере 13 миллионов долл. США от Benchmark Capital и Ignition Partners. Впоследствии, в 2015 году, Avvo привлекла финансирование в размере 71,5 млн долл. США, в результате чего общее финансирование компании составило 132 млн долл. США.
В январе 2018 года Avvo заключила сделку по приобретению Internet Brands.

## Бизнес модель
Avvo генерирует доход, продавая юридические, рекламные и другие услуги преимущественно юристам. Avvo работает в качестве сайта «скребка» для создания своих списков адвокатов. Дополнительным источником дохода для Avvo является услуга подписки называемая «Avvo Pro», которая позволяет юристам удалять рекламу из своего профиля, в том числе рекламу конкурирующих юристов, которые могут появляться в профилях адвокатов, не принадлежащих Avvo Pro.
Avvo также связывает потребителей напрямую с юристами для телефонных консультаций и для ограниченного ассортимента юридических услуг по фиксированной ставке. Доступность услуги зависит от штата.

## Справочник юриста
По данным веб-сайта, в каталоге представлены исчерпывающие профили, отзывы клиентов, отзывы сверстников и собственный рейтинг для более чем 97 % всех лицензированных адвокатов в Соединенных Штатах. Профили адвокатов Avvo агрегированы из публичных документов, предоставленных государственными коллегиями адвокатов и дополнительными юридическими лицами, имеющими лицензию. Avvo не удаляет профиль адвоката и подвергается критике за существование профилей умерших адвокатов.
По состоянию на 2010 год в каталог Avvo включены рейтинги юристов 50 штатов и федерального округа Колумбия. Коллегия адвокатов округа Колумбия опубликовала свою позицию в отношении Avvo: коллегия адвокатов не заключала никаких соглашений с Avvo; Вместо этого Avvo получила информацию о члене коллегии адвокатов округа Колумбия непосредственно с веб-сайта коллегии в нарушение ограничений на использование данных и использовала эту информацию в своих коммерческих целях. Коллегия обратилась к Avvo с просьбой удалить всю неправильно полученную информацию о членах Коллегии адвокатов со своего веб-сайта, прекратить все попытки получить такую информацию с веб-сайта коллегии адвокатов округа Колумбия и прекратить использование ненадлежащим образом полученной информации в любых коммерческих целях.

## Рейтинги юристов
Avvo представляет рейтинги юристов, которые включены в его каталог, на основе закрытого алгоритма. Avvo предупреждает пользователей о том, что рейтинг «не является одобрением какого-либо конкретного юриста и не является гарантией качества, компетентности или характера адвоката. Также Avvo Rating не является предиктором исхода любого вопроса, в котором участвует такой юрист».
Система составления рейтинга Avvo подверглась критике и вызвала некоторые противоречия. Avvo успешно защитил себя от судебных исков адвокатов к Avvo, которые возражают против его рейтингов, доказав, что рейтинги представляют собой конституционно защищенное мнение.

## Браун против Avvo
Иск был подан 14 июня 2007 года, через девять дней после запуска Avvo, адвокатами из Сиэтла, Джоном Генри Брауном и Аланом Венокуром. В иске утверждалось, что рейтинговая система Avvo выдвинула ложные заявления о том, что она основана на фактах, и поэтому она была обманчива и нарушила Вашингтонский закон о защите прав потребителей. Судья окружного суда Соединенных Штатов Роберт Ласник постановил, что рейтинговая система является всего лишь мнением и, таким образом, защищена правом Первой поправки на свободу слова. Судья написал: «Ни характер предоставленной информации, ни язык, использованный на веб-сайте, не приведут к тому, что разумный человек поверит в то, что рейтинги являются утверждением фактического факта».
После вынесения постановления редакция The Wall Street Journal одобрила веб-сайт за то, что он обеспечил «хотя бы некоторую степень прозрачности» юристов.

## Нью-Джерси
Коллегия адвокатов штата Нью-Джерси направила запрос в Консультативный комитет по профессиональной этике с вопросом, могут ли адвокаты штата Нью-Джерси участвовать в определённых онлайн, не адвокатских, корпоративных услугах, приводя в пример Avvo и другие онлайн-сервисы. В результате этого расследования Консультативный комитет по профессиональной этике, Комитет по рекламе адвокатов и Комитет по неразрешенной юридической практике выпустили совместное заключение. В совместном мнении указывалось, что адвокаты Нью-Джерси не могут участвовать в услугах Avvo, поскольку это противоречит правилу профессионального поведения.

## Справочник врача
Справочник врачей запущен 1 ноября 2010 года. Медицинский бизнес Avvo был продан медицинской технологической компании HealthTap 29 ноября 2012 года.